# Liste des plus hautes statues de France
La liste des plus hautes statues de France recense les plus hautes statues situées au France en se basant sur leur hauteur hors piédestal.

## Liste
| Statue                                          | Sujet                           | Emplacement                                 | Hauteur | Matériaux                | Notes | Inauguration | Coordonnées                 | Photo |
| ----------------------------------------------- | ------------------------------- | ------------------------------------------- | ------- | ------------------------ | --- | ------------ | --------------------------- | ----- |
| Vierge du Mas Rillier(Notre-Dame du Sacré-Cœur) | Vierge Marie                    | Miribel, Auvergne-Rhône-Alpes               | 32,6 m  | Béton armé               | Est construite sur les ruines de l’ancien château de Miribel                                                                        | 1941         | 45° 49′ 44″ N, 4° 57′ 00″ E |       |
| Statue du Christ-Roi                            | Jésus-Christ                    | Les Houches, Auvergne-Rhône-Alpes           | 25 m    | Béton armé               | Est implanté sur un éperon rocheux à 2 km au nord-est du centre de la commune des Houches. Le monument domine la vallée de Chamonix | 1933         | 45° 54′ 10″ N, 6° 48′ 07″ E |       |
| Statue de Notre-Dame de France                  | Vierge Marie                    | Le Puy-en-Velay, Auvergne-Rhône-Alpes       | 16 m    | Fonte de fer             | Se dresse sur un piédestal de 6,70 m (hauteur totale : 22,70 m)                                                                     | 1860         | 45° 02′ 50″ N, 3° 53′ 07″ E |       |
| Vierge de Monton                                | Vierge Marie                    | Monton, Auvergne-Rhône-Alpes                | 14 m    | Pierre                   | Se dresse sur un piédestal de 7 m (hauteur totale : 21 m)                                                                           | 1869         | 45° 40′ 45″ N, 3° 09′ 28″ E |       |
| Statue de Saint Joseph de Bon Espoir            | Joseph et Jésus                 | Espaly-Saint-Marcel, Auvergne-Rhône-Alpes   | 14,9 m  | Béton armé               | Se dresse sur un piédestal de 7,5 m (hauteur totale : 22,4 m)                                                                       | 1910         | 45° 02′ 52″ N, 3° 51′ 40″ E |       |
| Statue de Notre-Dame de la Garde                | Vierge Marie                    | Marseille, Provence-Alpes-Côte d'Azur       | 11,2 m  | Cuivre doré à la feuille | Se dresse au sommet de la basilique Notre-Dame-de-la-Garde                                                                          | 1870         | 43° 17′ 02″ N, 5° 22′ 17″ E |       |
| Lion de Belfort                                 | Défense de Belfort en 1870-1871 | Belfort, Bourgogne-Franche-Comté            | 11 m    | Grès rose                | Se situe au pied de la falaise au sommet de laquelle a été construite la citadelle                                                  | 1880         | 47° 38′ 12″ N, 6° 51′ 52″ E |       |
| Apollon                                         | Dieu grec                       | Nice, Provence-Alpes-Côte d'Azur            | 7 m     | Marbre                   | Sur la place Masséna entourée de 5 statues en bronze d'autres dieux grecs                                                           | 1954         | 43° 41′ 47″ N, 7° 16′ 14″ E |       |
| Statue de Vercingétorix                         | Vercingétorix                   | Alise-Sainte-Reine, Bourgogne-Franche-Comté | 6,60 m  | Tôles de cuivre          | Se dresse sur un piédestal de 7 m (hauteur totale : 13,60 m)                                                                        | 1865         | 47° 32′ 19″ N, 4° 29′ 26″ E |       |

La statue de Gargantua du parc d'attractions Mirapolis est édifiée lors de la construction de Mirapolis en 1986 ; elle représentait le géant Gargantua assis avec une hauteur de 35 mètres, 2 800 m2 de surface de corps pour près de 1000 tonnes. La statue est partiellement démontée après la fermeture du parc, le reste est détruit à la dynamite en 1995. Cette installation est à l'époque la plus grande statue creuse d'Europe et la seconde au monde après la statue de la Liberté,,.
Gilbert Bourdin, gourou d'une secte religieuses avait fait édifier en 1990 à Castellane, une statue en béton dite "le Mandarom", haute de 33 m. Sur décision de justice, elle a été détruite en septembre 2001.
Pour le bicentenaire de la Révolution française, le conseil général du Nord a fait exécuter, en 1989, un Éléphant de la mémoire. Réalisé en résine, il mesure 13 m de haut, 11 de long et 4,30 de large et est actuellement (2021) entreposé sur une friche minière à Wallers. Cette sculpture est inspirée de l'éléphant de la Place de la Bastille, projet de fontaine géante voulu par Napoléon Ier. L'éléphant de cette fontaine, portant un howdah, aurait mesuré 15 mètres de haut et 16 mètres de long ; l’ensemble, avec le soubassement et le bassin, aurait atteint 24 mètres de haut. Une maquette grandeur nature sera exposée en bordure de place de 1814 à 1846, mais la fontaine de sera pas réalisée, à la suite de la chute de l'Empire.

## Statue de la Liberté

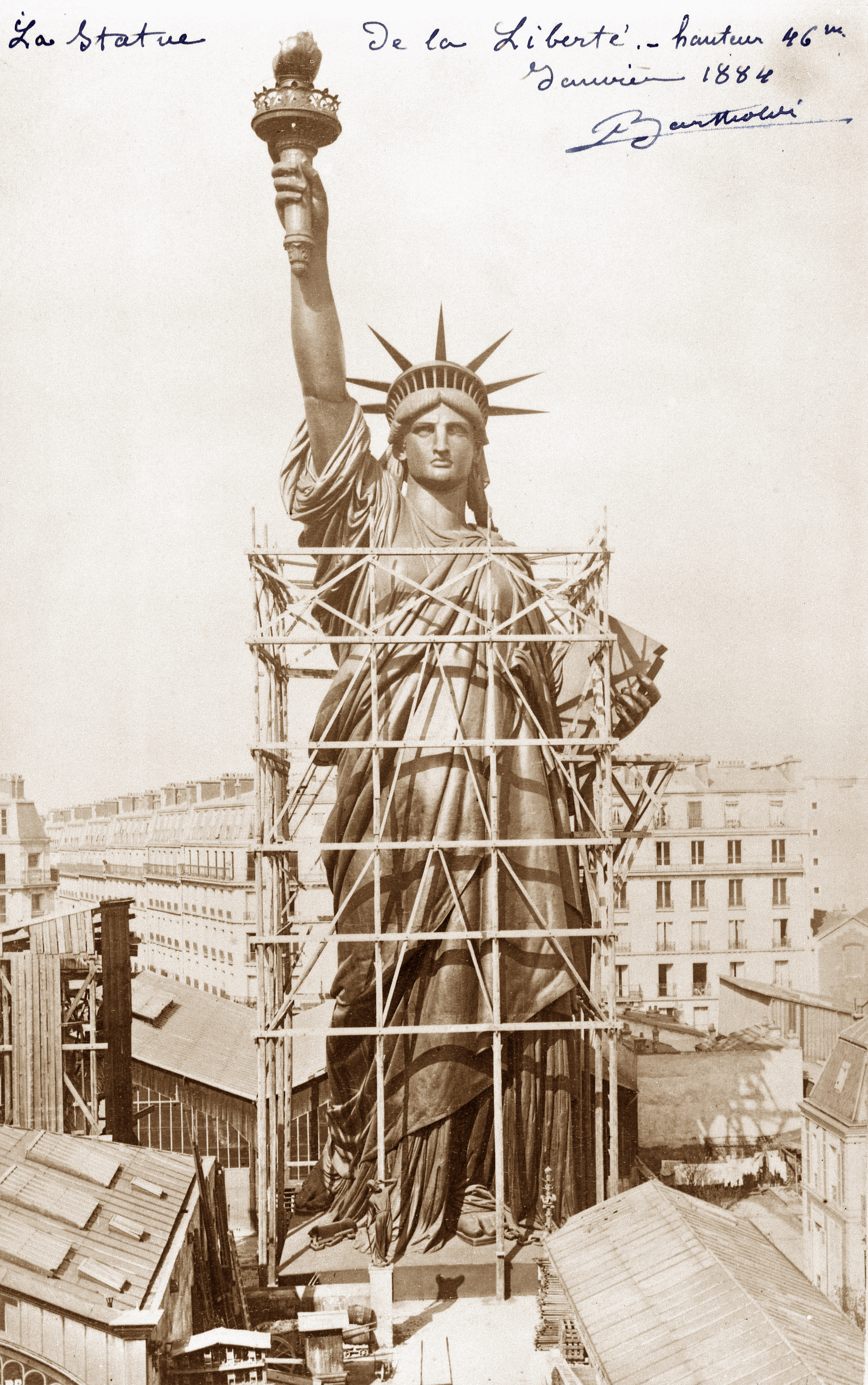
Assemblage de la statue à Paris en 1884

L'assemblage à blanc de la statue de la Liberté d'Auguste Bartholdi fut réalisé de 1882 à 1884 à Paris près des ateliers du fabricant Gaget et Gauthier  rue de Chazelles dans le XVIIe arrondissement. Elle était entière et visible du tout Paris au cours du premier semestre 1884 (jusqu'au 4 juillet) et mesurait 46, 05 m.